# Vasilij Košečkin
Vasilij Vladimirovič Košečkin (* 27. března 1983, Toljatti) je ruský hokejový brankář.

## Hokejová kariéra
Košečkinova hokejová kariéra začala jako náhradní brankář v týmu Lada Toljatti, RSL. Jako jednička si zahrál v sezóně 2005/06, kde odehrál 41 z 51 zápasů. Se třemi obdrženými góly a třemi shutouty dovedl tým k výhře Continental Cupu.
Během sezóny 2006/07 se Košečkin připojil k ruské národní reprezentaci. Zúčastnil se šesti světových šampionátů (2007, 2009, 2010, 2011, 2013 a 2018), je členem vítězného týmu ruských sportovců na ZOH v Pchjongčchangu.

## Hráčská kariéra
- 2003/04 HC Lada Toljatti RSL
- 2004/05 HC Lada Toljatti RSL
- 2005/06 HC Lada Toljatti RSL
- 2006/07 HC Lada Toljatti RSL
- 2007/08 Ak Bars Kazaň RSL
- 2008/09 HC Lada Toljatti KHL
- 2009/10 HC Lada Toljatti KHL, Metallurg Magnitogorsk KHL
- 2010/11 Severstal Čerepovec KHL
- 2011/12 Severstal Čerepovec KHL
- 2012/13 Severstal Čerepovec KHL
- 2013/14 Metallurg Magnitogorsk KHL
- 2014/15 Metallurg Magnitogorsk KHL
- 2015/16 Metallurg Magnitogorsk KHL
- 2016/17 Metallurg Magnitogorsk KHL
- 2017/18 Metallurg Magnitogorsk KHL
- 2018/19 Metallurg Magnitogorsk KHL
- 2019/20 Metallurg Magnitogorsk KHL
- 2020/21 Metallurg Magnitogorsk KHL
- 2021/22 Metallurg Magnitogorsk KHL